# Manuel Salas Lavaqui
Manuel Salas Lavaqui (Santiago, 18 de diciembre de 1856-Viña del Mar, 7 de diciembre de 1925) fue un político chileno. 

## Biografía
Hijo de Pablo Salas Bello y Mercedes Lavaqui Ureta. Casado con Luisa Rosa Troncoso Aldunate, con hijos.
Sus estudios los realizó en el Instituto Nacional, ingresando el 7 de marzo de 1867. Realizó sus estudios universitarios en la Facultad de Derecho de la Universidad de Chile. Juró como abogado el 23 de marzo de 1880.
Fiscal de la Caja de Crédito Hipotecario; miembro del Consejo Superior de Instrucción Pública desde 1904 a 1919; miembro de la Facultad de Filosofía y Humanidades en 1907, miembro correspondiente de la Real Academia Española en 1914. Fue director del periódico "El Ferrocarril" en 1911. Fundador del Instituto de Educación Física de Santiago y del Instituto Comercial de Antofagasta.
Falleció en Viña del Mar, el 7 de diciembre de 1925. Sus restos fueron llevados a Santiago.

## Carrera política
Fue militante del Partido Liberal Democrático.
Se desempeñó como jefe de sección del Ministerio de Marina en 1880, y luego como subsecretario en 1887. Posteriormente fue Ministro de Justicia e Instrucción Pública desde el 19 de marzo al 7 de mayo de 1906.
Diputado por Valparaíso y Casablanca en el Congreso Constituyente de 1891. Integró la Comisión de Guerra y Marina. Diputado por Santiago para los períodos 1903-1906 y 1906-1909. Integró y presidió la Comisión de Legislación y Justicia, la Comisión Conservadora para el receso de 1904 a 1905.